# Салу, Драман
Драма́н Салу́ (фр. Dramane Salou; 22 мая 1998, Уагадугу) — буркинийский футболист, опорный полузащитник клуба «Урарту» и сборной Буркина-Фасо.

## Биография

### Клубная карьера
Воспитанник клуба «Салитас» (Уагадугу), в нём же начал взрослую карьеру в низших лигах. Сезон 2016/17 провёл на правах аренды в высшем дивизионе в составе «ЮСФА» и стал финалистом Кубка страны. В 2017 году вернулся в «Салитас», к тому времени вышедший в высший дивизион. По итогам ноября 2017 года был признан лучшим игроком месяца в чемпионате, забив 3 гола и отдав 5 голевых передач.
В начале 2018 года перешёл в белградский «Партизан», подписав 4-летний контракт. Однако из-за травмы, полученной на предсезонном сборе, не пробился в основной состав клуба, пропустил весенний отрезок 2018 года, а осенью выступал только за фарм-клуб «Партизана» — «Телеоптик» во втором дивизионе. В осенней части сезона сыграл 18 матчей, а весной уже не играл и в мае официально покинул клуб.
Летом 2019 года перешёл в донецкий «Олимпик». Дебютный матч в высшей лиге Украины сыграл 31 июля 2019 года против клуба «Днепр-1», заменив на 58-й минуте Евгения Цымбалюка.
В феврале 2020 года подписал контракт с белорусским «Слуцком».

### Карьера в сборной
Выступал за молодёжную сборную Буркина-Фасо.
В национальной сборной дебютировал 4 мая 2017 года в товарищеском матче против Бенина. По состоянию на июль 2019 года эта игра остаётся для него единственной.